# AASI Volley
AASI Volley er en underafdeling af Aalborg Studenternes Idrætsforening. Afdelingen har to hold; et dame- og et herrehold.